# (959) Arne
(959) Arne es un asteroide perteneciente al cinturón de asteroides descubierto el 30 de septiembre de 1921 por Karl Wilhelm Reinmuth desde el observatorio de Heidelberg-Königstuhl, Alemania.
Está nombrado en honor del hijo del astrónomo sueco Bror Asplind.